# International Supervideos!
International Supervideos! est une vidéocassette et un DVD sortis en même temps que la compilation International Superhits! et regroupant tous les clips du trio américain de punk rock Green Day sortis entre 1994 et 2001. À noter que les deux clips non officiels Welcome to Paradise et Poprocks & Coke ne sont pas sur ce DVD.

## Chapitres
| #  | Clip                              | Album     | Réalisé en     | Directeur        |
| -- | --------------------------------- | --------- | -------------- | ---------------- |
| 1  | Longview                          | Dookie    | Janvier 1994   | Mark Kohr        |
| 2  | Basket Case                       | Dookie    | Avril 1994     | Mark Kohr        |
| 3  | When I Come Around                | Dookie    | Novembre 1994  | Mark Kohr        |
| 4  | Geek Stink Breath                 | Insomniac | Septembre 1995 | Mark Kohr        |
| 5  | Stuck with Me                     | Insomniac | Novembre 1995  | Mark Kohr        |
| 6  | Brain Stew / Jaded                | Insomniac | Décembre 1995  | Kevin Kerslake   |
| 7  | Walking Contradiction             | Insomniac | Avril 1996     | Roman Coppola    |
| 8  | Hitchin' a Ride                   | Nimrod    | Août 1997      | Mark Kohr        |
| 9  | Good Riddance (Time of Your Life) | Nimrod    | Novembre 1997  | Mark Kohr        |
| 10 | Redundant                         | Nimrod    | Mars 1998      | Mark Kohr        |
| 11 | Nice Guys Finish Last             | Nimrod    | Novembre 1998  | Evan Bernard     |
| 12 | Last Ride In                      | Nimrod    | Septembre 1999 | Lance Bangs      |
| 13 | Minority                          | Warning:  | Août 2000      | Evan Bernard     |
| 14 | Warning                           | Warning:  | Novembre 2000  | Francis Lawrence |
| 15 | Waiting                           | Warning:  | Mai 2001       | Marc Webb        |